# Station Tieffenbach - Struth
Station Tieffenbach - Struth is een spoorwegstation in de Franse gemeente Tieffenbach. Het staat in de nabijheid van Struth.

## Treindienst
| Serie           | Treinsoort | Route                                                                                  | Bijzonderheden         |
| --------------- | ---------- | -------------------------------------------------------------------------------------- | ---------------------- |
| TER 86300 RE 19 | TER (SNCF) | Strasbourg-Ville – Mommenheim – Tieffenbach - Struth – Sarreguemines – Saarbrücken Hbf | Rijdt eenmaal per dag. |
| TER 830900      | TER (SNCF) | Strasbourg-Ville – Tieffenbach - Struth – Kalhausen – Sarreguemines                    |                        |